# Camptophryno orbitalis
Camptophryno orbitalis är en tvåvingeart som beskrevs av Townsend 1927. Camptophryno orbitalis ingår i släktet Camptophryno och familjen parasitflugor. Inga underarter finns listade.